# Río Lauricocha
El río Lauricocha es un río que atraviesa el centro norte del Perú, en la provincia de Lauricocha del departamento de Huánuco. Tiene una longitud de unos 85 km y es una de las fuentes del río Marañón.

## Origen
Este río nace en la cordillera Raura, en el nevado Torre de Cristal (Crystal Tower) a 5500 m de altura y fluye a través de los lagos Caballococha, Tinquicocha, Chuspi, Patarcocha y Lauricocha. Recorre en dirección noreste, pasando por las localidades de Cauri, Jesús y Jivia y finalmente al pie del cerro Gongui y la localidad de Rondos desemboca junto al río Nupe formando el río Marañón, que luego sería la fuente principal del río Amazonas.